# Anders Donner
Anders Severin Donner, född den 5 november 1854 i Gamlakarleby, död den 15 april 1938 i Helsingfors, var en finländsk astronom. Han var brorson och styvson till Otto Donner.
Donner blev professor i astronomi och direktör för observatoriet i Helsingfors 1883, rektor för universitetet 1911 samt emeritus 1915. Han utförde undersökningar inom störningsteorin, utförde särskilt enligt Hugo Gyldéns metoder gradmätningar i Finland och deltog i den fotografiska kartläggningen av stjärnhimlen.
Anders Donners vetenskapliga huvudprojekt från och med 1890 kom att bli en kartläggning av stjärnhimlen, Carte du Ciel. Projektet hade initierats 1887 och leddes av chefen för observatoriet i Paris, Amédée Mouchez. Tanken var att man genom den nya tekniken – fotografiet – skulle kunna ange exakt position för alla himlens stjärnor. Den arbetsdryga uppgiften att fotografera och beskriva stjärnhimlen delades upp mellan tjugo observatorier på olika håll i världen. Projektet lades ned 1958 då modernare amerikansk teknik slutgiltigt förpassade den franska 1800-talsastronomin till historien. Förteckningarna på de miljoner stjärnor som uppgjordes inom Carte du Ciel var trots det en anmärkningsvärd prestation, och en del av astronomins historia. För att kunna genomföra projektet såg Donner till att universitetets observatorium utrustades med ett nytt modernt teleskop, en s.k. dubbelrefraktor med vars hjälp astrofotografering blev möjligt i Finland. Donner arbetade med Carte du Ciel från 1890, och lyckades slutföra den del som tilldelats Helsingfors 1937. Helsingfors universitet var under en lång tid framöver ensamt om att ha lyckats slutföra sin del av projektet. Den finska delen av arbetet kom att omfatta 50 000 fotografier och publicerades i tolv band 1903–1937.
Tillsammans med kamrer Edwin Kaslin, som tidigare arbetat vid försäkringsbolaget Kaleva samt direktionsledamoten i Finlands Bank, Waldemar Eneberg, lade Donner grunden till livförsäkringsbolaget Suomi 1890. Till den första styrelsen hörde förutom Anders Donner också Otto Donner samt flera välkända medborgare såsom Jaakko Forsman, E.G. Palmén, Ernst Bonsdorff, J.R. Danielson och Edvard Hjelt samt senatskamrer A.V. Helander, medicine licentiat Matti Äyräpää och handelsmannen Richard Lång. Anders Donner blev bolagets vice verkställande direktör och första chefsmatematiker.

## Utmärkelser
- Asteroiden 1398 Donnera är uppkallad efter honom.[6]

- Officer av Hederslegionen,  1891[4]
- Storkorset av Finlands Vita Ros’ orden,  1925[4]
- Kommendör med stora korset av Nordstjärneorden[4]

[Redigera Wikidata]